# Leandra subulata
Leandra subulata är en tvåhjärtbladig växtart som beskrevs av Henry Allan Gleason. Leandra subulata ingår i släktet Leandra och familjen Melastomataceae.
Artens utbredningsområde är Panamá. Inga underarter finns listade i Catalogue of Life.